# San Giorgio metróállomás
San Giorgio egy metróállomás Olaszországban, Genova városában a Genovai metró 1-es vonalán.

## Nevezetességek a közelben
| Név                                             | Típus                       | Koordináta | Kép |
| ----------------------------------------------- | --------------------------- | --- | --- |
| Acquario di Genova                              | nyilvános akvárium ingatlan | é. sz. 44,410190°, k. h. 8,926508°44.410190°N 8.926508°E                                                          |     |
| Biosfera                                        | múzeum ingatlan             | é. sz. 44,409842°, k. h. 8,925486°44.409842°N 8.925486°E                                                          |     |
| Chiesa di Santa Maria di Castello               | templom kolostor múzeum     | é. sz. 44,405767°, k. h. 8,928997°44.405767°N 8.928997°E é. sz. 44,406116°, k. h. 8,929049°44.406116°N 8.929049°E |     |
| Genovai székesegyház                            | székesegyház                | é. sz. 44,407694°, k. h. 8,931500°44.407694°N 8.931500°E                                                          |     |
| Palazzo San Giorgio                             | palota                      | é. sz. 44,409194°, k. h. 8,928861°44.409194°N 8.928861°E                                                          |     |
| Palazzo Spinola di Pellicceria                  | palazzo                     | é. sz. 44,41060°, k. h. 8,93091°44.410600°N 8.930910°E                                                            |     |
| San Pietro in Banchi, Genoa                     | templom ingatlan            | é. sz. 44,409108°, k. h. 8,929828°44.409108°N 8.929828°E                                                          |     |
| Santa Maria delle Vigne                         | kisbazilika plébániatemplom | é. sz. 44,40955°, k. h. 8,93150°44.409550°N 8.931500°E                                                            |     |
| Santissimo Nome di Maria e degli Angeli Custodi | templom                     | é. sz. 44,40830°, k. h. 8,93056°44.408300°N 8.930560°E                                                            |     |
| Strada sopraelevata di Genova                   | elevated way                | é. sz. 44,4069°, k. h. 8,9275°44.406900°N 8.927500°E                                                              |     |
| Genovai kikötő                                  | kikötő                      | é. sz. 44,404°, k. h. 8,904°44.404000°N 8.904000°E                                                                |     |

## Kapcsolódó állomások
A metróállomáshoz az alábbi állomások vannak a legközelebb:
- Sarzano/Sant’Agostino (Brignole, Genoa Metro)
- Darsena (Brin, Genoa Metro)